# Llanengan
Llanengan è un villaggio con status di comunità (community) del Galles nord-occidentale, facente parte della contea di Gwynedd (contea tradizionale:  Caernarvonshire) e situato nella penisola di Llŷn/Lleyn. L'intera community conta una popolazione di circa 1900-2000 abitanti.

## Geografia fisica
Llanengan si trova nella parte sud-occidentale della penisola di Llŷn, a ovest/sud-ovest dei villaggi di Criccieth e Pwllheli e a sud/sud-ovest di Botwnnog.
L'intera community occupa una superficie di 33,62 km² e  i tratti meridionale, occidentale e orientale della comunità di Llanengan si estendono lungo la costa che si affaccia sulla baia di Tregaron (mare d'Irlanda).
Il villaggio principale si trova nella parte meridionale della community, verso l'interno. Nella parte settentrionale della community si trova un monte, il Mynytho Common, che raggiunge un'altitudine di 194 metri.

## Origini del nome
Il toponimo Llanengan significa letteralmente "chiesa (llan) di Sant'Engan/Einion".

## Monumenti e luoghi d'interesse

### Architetture religiose
Principale edificio religioso di Llanengan è la chiesa dedicata a Sant'Engan, eretta nel XIII secolo e rimodellata in gran parte tra il 1520 e il 1534.

## Società

### Evoluzione demografica
Nel 2020, la comunità di Llanengan era stimata in 1 901 abitanti, in maggioranza (1005) di sesso maschile.
La popolazione al di sotto dei 18 anni era stimata in 371 unità (di cui 177 erano i bambini al di sotto dei 10 anni), mentre la popolazione dai 65 anni in su era stimata in 554 unità (di cui 158 erano le persone dagli 80 anni in su).
La community ha conusciuto un decremento demografico rispetto al 2011 e al 2001, quando la popolazione censita era pari a 1989 e 2 024 unità.

## Geografia antropica

### Suddvisioni amministrative
Villaggi della comunità di Llanengan
- Llanengan
- Abersoch
- Llangian
- Mynytho
- Machroes